# Cataclysme polygramma
Cataclysme polygramma là một loài bướm đêm trong họ Geometridae.